# Lasson (Calvados)
Lasson település Franciaországban, Calvados megyében. Lakosainak száma 568 fő (2018. január 1.). Lasson Cairon, Le Fresne-Camilly, Rosel, Rots, Secqueville-en-Bessin és Thaon községekkel határos.

## Népesség
A település népességének változása:
| Lakosok száma | 211  | 228  | 331  | 382  | 494  | 585  | 600  | 581  | 566  | 568  |
|               | 1962 | 1968 | 1982 | 1990 | 1999 | 2008 | 2011 | 2013 | 2017 | 2018 |